# Битва при Квебеку (1775)

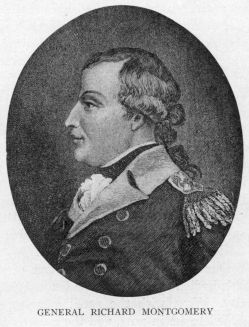
Бригадний генерал Річард Монтгомері, гравірування після портрета Алонсо Chappel. Овальний портрет Монтгомері з головою і плечима у профіль. На цій чорно-білій гравюрі він носить військову куртку з погонами. Його довге волосся (можливо, перука) зібране назад.

Битва при Квебеку (англ. Battle of Québec) або (фр. Bataille de Québec) відбулась 31 грудня 1775 р. між силами американської Континентальної армії і британських захисників Квебеку під час вторгнення в Канаду на початку війни за незалежність США. Ця битва була першою великою поразкою у війні для американців, до того ж вона пройшла з важкими втратами. Генерал Річард Монтгомері був убитий, Бенедикт Арнольд був поранений, Деніел Морган та понад 400 осіб були взяті в полон. Гарнізон міста, що складався як з регулярних частин, так і з добровольців, під командуванням губернатора Квебеку, генерала Гая Карлтона, зміг відбити атаку сепаратистів з мінімальними втратами.
Армія Монтгомері захопила Монреаль 13 листопада, і на початку грудня вони приєдналися до сил на чолі з Арнольдом, чиї люди зробили важкий похід через пустелю на півночі Нової Англії. Губернатор Карлтон втік з Монреаля в Квебек, наступної цілі американців, і в останню хвилину прибуло підкріплення, щоб підтримати обмежену оборону міста до прибуття атакуючих сил. Турбуючись, що закінчення призову послабить його сили, генерал Монтгомері зробив спробу атакувати місто в самому кінці року під час сильної хуртовини, в умовах дуже поганої видимості, щоб приховати дії своєї армії. План американців полягав у тому, щоб розділити частини під командуванням Монтгомері і Арнольда, які повинні були зустрітися в нижній частині міста перед тим, як почати підійматися на стіни, що захищають верхнє місто. Сили Монтгомері відступили після того, як він був убитий гарматним вогнем на початку бою, але сили Арнольда проникли далі до нижньої частини міста. Арнольд був поранений на початку атаки, і Морган керував штурмом зі свого місця, доки не потрапив у пастку в нижній частині міста і був змушений здатися. Арнольд і американці підтримували неефективну блокаду міста до весни, коли прибуло британське підкріплення.
У битві і облозі після неї, франкомовні канадці були активні на обох сторонах конфлікту. Американські війська отримували матеріали та матеріально-технічну підтримку від місцевих жителів, і захисники міста, включаючи місцеве підняв ополчення. Коли американці відступали, їх супроводжувала велика кількість їх прихильників; тих, хто залишився позаду, чекали різні покарання після відновлення Британією контролю над провінцією.

## Передісторія битви
Незабаром після американської війни, що затихла 1775 року, невелика кількість людей на чолі з Ітаном Алленом та Бенедиктом Арнольдом, 10 травня захопили ключову фортецю Тикондерога (англ. fortress at Ticonderoga). Після захоплення Арнольд відправився у рейд на Форт Сен-Жан, не далеко від Монреаля, тривожачи місцевих британських лідерів. Ці дії стимулювали як британців, так і лідерів повстанців розглянути на Другому Континентальному конгресі можливість вторгнення до провінції Квебеку з боку бунтівних сил, внаслідок цього губернатор провінції Квебек, генерал Гай Карлтон, почав мобілізацію провінції для захисту. Після першої відмови від ідеї атакувати Квебек, Конгрес уповноважив командира Північного департаменту Континентальної армії, генерал-майора Пилипа Шайлера вторгнутися в провінцію, якщо він вважатиме це необхідним. В рамках американської пропаганди, листи Конгресу і Нью-Йоркської Провінційної Асамблеї були поширені по всій провінції, обіцяючи звільнення від їх гнітючої влади. Бенедикт Арнольд, переданий для командування експедицією, переконав генерала Джорджа Вашингтона дозволити Другу експедицію через пустелю, де зараз знаходиться штат Мен, безпосередньо до Квебеку, столиці провінції.
Континентальна армія почала рухатися до Квебеку у вересні 1775. ЇЇ метою, як йдеться у промові генерала Скайлера, було «відкинути, якщо це можливо, війська Великої Британії», які «за наказом деспотичного міністерства… мали мету піддати своїх співгромадян і братів ярму жорсткого рабства». Бригадний генерал Річард Монтгомері вів війська від Тикондерога і Краун-Пойнт (англ. Crown Point) до озера Шамплейн, успішно взяв в облогу Форт Святого Іоанна, і захопивши Монреаль 13 листопада Арнольд привів війська в складі 1100 чоловіків із Кембриджа, штат Массачусетс дорогою через Мен до Квебеку незабаром після виходу Монтгомері з Тикондерога.
Американці очікували, що велика частина французьких католицьких канадців Квебеку в містах і селах підніме бунт проти британського правління. З того часу, як Британці захопили контроль над провінцією, під час франко-індіанської війни в 1760 році, було багато проблем та непорозумінь між французькими католиками та англомовними протестантами серед британських військових та чиновників. Однак ці напружені відносини були полегшені після прийняття Квебекського Акту в 1774 році, який повернув землю та багато цивільних прав канадців (акт, що був засуджений тринадцятьма повсталими колоніями). Більшість французьких жителів Квебека вирішили не брати участі в американській кампанії, значною мірою тому, що, натхненні їх духовенством, вони вирішили прийняти британське правління з його підтримкою католицької церкви та збереженням французької культури.

## Підготовка британців

### Оборона провінції

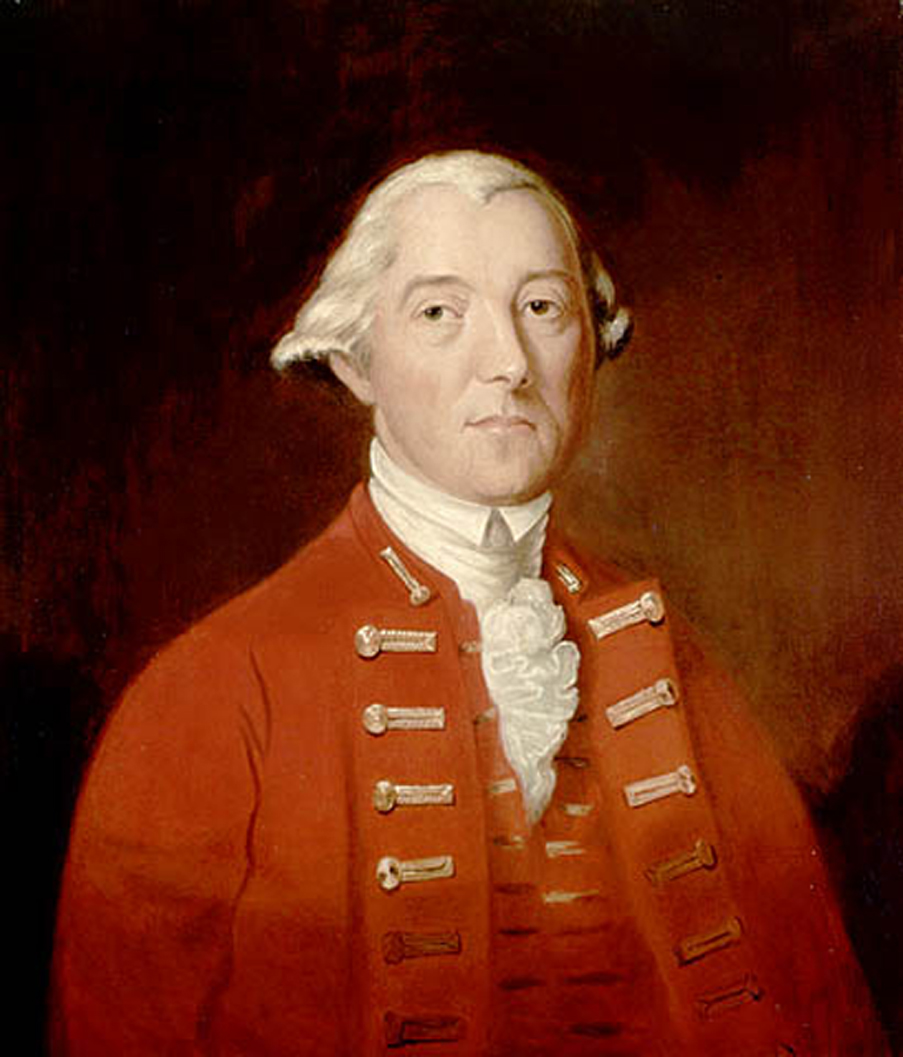
Гай Карлтон, командувач силами в місті (художник невідомий). Половинної висоти портрет Карлтона. Він носить червоне пальто з жилетом поверх білої сорочки з оборками. Його сиве волосся витягнуте назад і стиснене з боків нейтральним виразом.

Генерал Карлтон почав підготовку провінції до оборони відразу, дізнавшись про напад Арнольда на Сен-Жан. Хоча Карлтон зосередив більшість його скромної війська в Форт Сен-Жан, він залишив невеликі гарнізони британської регулярної армії в Монреалі і Квебеці. Карлтон слідкував за прогресом американського вторгнення за допомогою перехоплених переписок між Монтгомері і Арнольдом. Віце-губернатор Гектор Крамаге (англ. Hector Cramahé), що відповідав за оборону Квебека в той час як Карлтон був у Монреалі, організував ополчення в кілька сотень осіб, щоб захистити місто у вересні. Він песимістично вважав, що їх було «недостатньо, аби розраховувати на них», особливо вважаючи, що тільки половина з них були надійними. Крамаге надіслав численні прохання про підкріплення до військового керівництва в Бостоні, але кожне з них зійшло нанівець. Кілька військових кораблів були збиті з курсу і опинилися в Нью-Йорку, проте віце-адмірал Самуель Грейвз, командир флоту в Бостоні, відмовився відпустити кораблі для перевезення військ звідти в Квебек, бо побоювався, що зима, яка наближалася, заблокує річку Святого Лаврентія.
Коли остаточне слово досягло Квебеку 3 листопада, що в березні Арнольда наближається до міста міста, Крамаге почав посилювати охорону і прибрав всі човни з берегу Святого Лаврентія. Прихід Арнольду призвело в подальшому до збільшення чисельності військ до 1200 або й більше. Два кораблі прибули 3 листопада, і ще один наступного дня, везучи добровольців з Острову Святого Джона і Ньюфаундленду, що додало ще близько 120 чоловік для захисту. Невеликий конвой на чолі з HMS Lizard також прибув того дня, що додало морських піхотинців до захисників міста.
10 листопада, підполковник Аллен Маклін, який брав участь у спробі зняти облогу в Сен-Жан прибув з 200 чоловіками з його Ройал Гайланд Емігрантів. Вони перехопили листування між Арнольдом та Монтгомері поблизу Труа-Рів'єр, і поспішили в Квебек, щоб допомогти з його захистом. Прибуття цих кваліфікованих сил підняло настрій міської міліції, і Маклін негайно очолив оборону.

## Карлтон прибуває до Квебеку
В результаті падіння Форт Сен-Жан, Карлтон залишив Монреаль і повернувся в Квебек-Сіті на кораблі, в ході чого тільки дивом вдалося уникнути захоплення. Після прибуття 19 листопада, він відразу ж узяв на себе командування. Три дні потому, він видав прокламацію, що кожен працездатний чоловік в місті, який не візьметься за зброю, буде вважатися бунтівником або шпигуном, і покараний як один з них. Тим, хто відмовився брати зброю, дали 4 дні аби піти з міста. В результаті, близько 500 жителів (у тому числі 200 британців і 300 канадців) приєдналися до оборони.
Карлтон звернув увагу на слабкі місця оборонних споруд міста: у нього було дві барикади з колод і Палісади, зведені уздовж берегової лінії Святого Лаврентія, в зоні дії його гармат; він передав свої сили на оборонні позиції вздовж стін і внутрішніх захисних споруд; також він впевнився, що його недосвідчена міліція перебували під впевненим керівництвом.

## Прибуття Арнольда

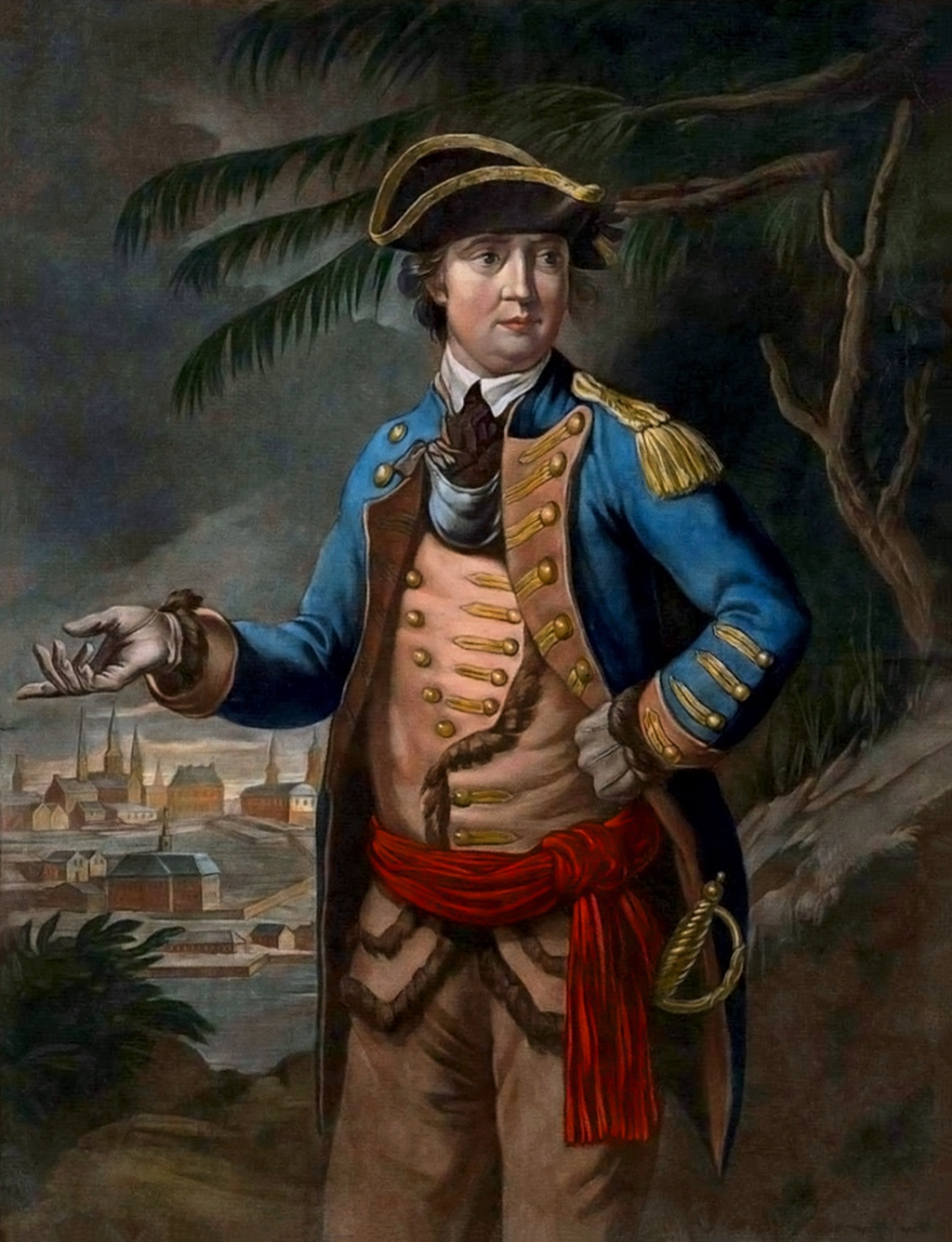
Бенедикт Арнольд в 1776 році. Портрет Арнольда — Томас Харт. Цей портрет, швидше за все, зображення художника і, ймовірно, не за життя. Арнольд зображений у формі, одягнений в синій піджак з еполетами, світлі штани і сорочку з червоним поясом. Руків'я меча видно поряд з його лівим стегном, а його права рука простягнута. Найближчим зображено дерево, помітно місто за ним.

Чоловіки, яких Арнольд обрав для своєї експедиції були добровольцями, взятими з компаній Нової Англії, що працюють в облозі Бостона. Вони були сформовані в двох батальйонах для експедиції; третій батальйон складався з стрільців із Пенсільванії та Вірджинії під командуванням підполковника Даніеля Моргана. Похід через пустелю штату Мен був довгим і важким. Умови були мокрі й холодні, і подорож зайняла набагато більше часу, ніж міг очікувати Арнольд або Вашингтон. Погана погода і зруйновані човни зіпсували багато продовольчих запасів експедиції, і близько 500 осіб з 1100 га початку померли по дорозі або повернули назад. Ті, хто повернувся, в тому числі один з батальйонів Нової Англії, забрали багато залишків провізії з собою. Чоловіки, які продовжували участь в експедиції, голодували до того часу, доки вони дісталися до перших французьких поселень на початку листопада. 9 листопада, 600 людей, що вижили в поході Арнольда з Бостона в Квебеку прибули до Пойнт Левіс, на південному березі Святого Лаврентія навпроти Квебеку. Незважаючи на стан своїх військ, Арнольд відразу став збирати човни, щоб здійснити перехід. Він був готовий зробити це в ніч на 10 листопада, але буря затримала його протягом трьох днів. Опинившись на іншому боці Святого Лаврентія, Арнольд перемістив свої війська на рівнини Авраама, близько 2 км від міських стін.
Війська, що наближалися до стін Квебека були значно недооснащені. Арнольд не мав артилерії, кожен з його солдатів мав лише п'ять патронів, більше 100 мушкетів були несправними, а одяг був схожий на лахміття. Незважаючи на те, що його війська були в меншості 2:1, Арнольд зажадав капітуляції міста. Обидва відправлені посли були розстріляні британцями з гармат, показуючи, що вимога була відхилена. Арнольд прийшов до висновку, що він не міг взяти місто силою, тому він блокував місто з західного боку. 18 листопада американці почули брехливу чутку, що британці планують напасти на них з 800 чоловіками. На військовій раді вони вирішили, що блокада не могла продовжуватись, і Арнольд почав переміщувати його людей на 32 км вгору по річці до «Пойнт-о-Трембле» (фр. Pointe-aux-Trembles) («Аспен точки»), щоб чекати Монтгомері, який щойно захопив Монреаль.

## Прибуття Монтгомері

Маршрути вторгнення Монтгомері і Арнольда. Маршрут Монтгомері почався у Форті Тикондерога в північно-східній частині штату Нью-Йорк, вирушив на північ уздовж озера Шамплейн в Монреаль, а потім слідував річкою Святого Лаврентія вниз за течією в Квебек. Маршрут Арнольда почався в Кембриджі, штат Массачусетс, далі по суші Ньюберіпорт і по морю в сучасний Мен. Звідти він відправився вгору по річці Кеннебек і більш високі землі, що відділяють вододіли Кеннебек і «Шадіер» (Chaudière) озера до «Магнетік» (Megantic). Потім спустився по річці «Шадіер» (Chaudière) в Квебек-Сіті.

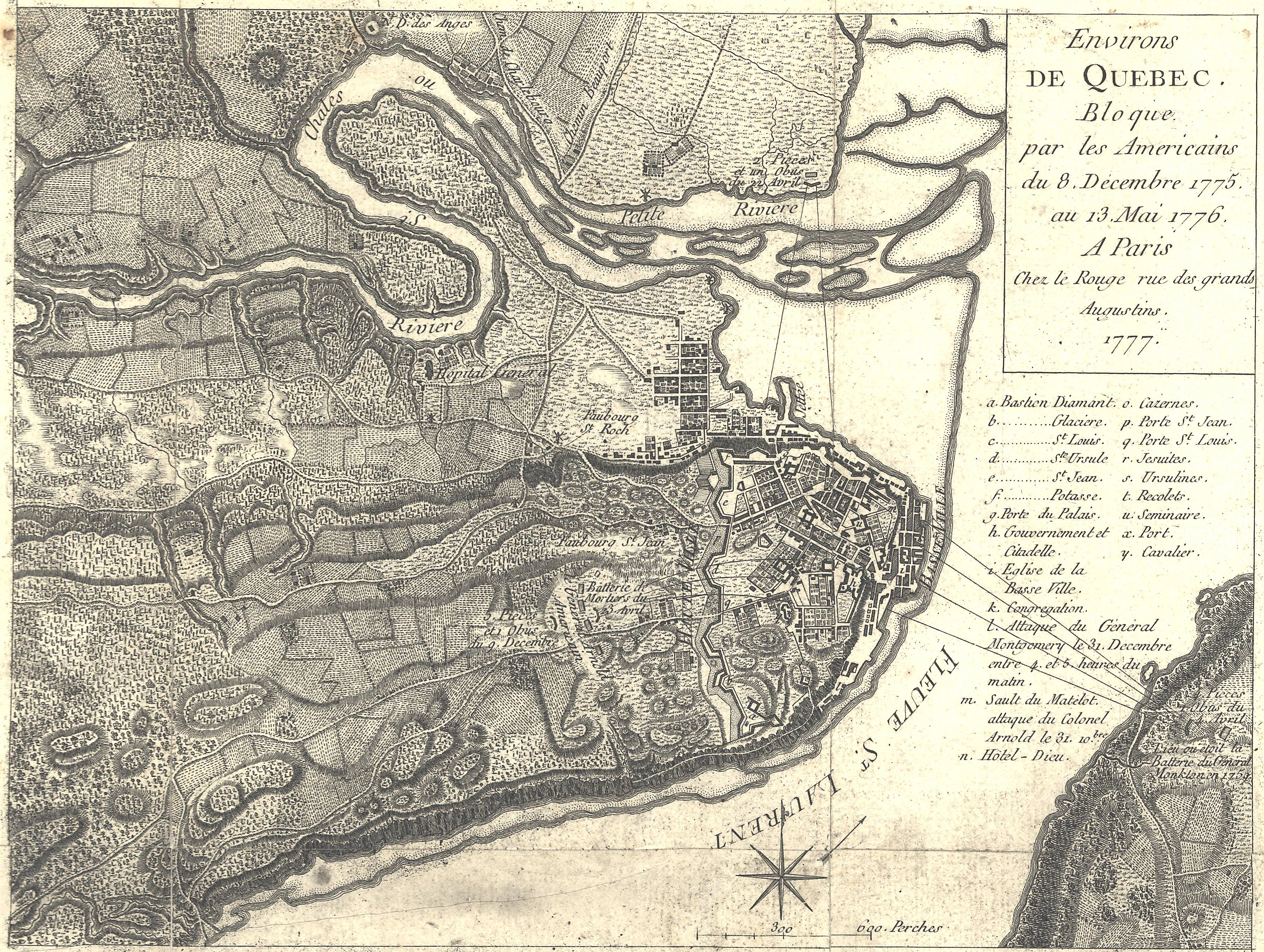
1777 р. Французька карта із зображенням точок дії в і навколо Квебека. Місто займає мис на північному березі з видом на вигин річки Святого Лаврентія. Велика частина міста оточена стіною з бастіонами, але нижнє місто, де знаходяться портові споруди, не захищене. Нижнього міста можна дістатися по вузькій доріжці із заходу або проїжджій частині з півночі. Рівнини Авраама, де американці розбили табір, на захід від міста. Палацові ворота на північній стороні міста, недалеко від місця, де починається вхід до нижньої частини міста.

1 грудня Монтгомері прибув до «Пойнт-о-Трембле» (фр. Pointe-aux-Trembles). Його війська складалися з 300 чоловіків із 1-го, 2-го та 3-го Нью-Йоркських полків, загону артилерії під командуванням Джона Ламба, близько 200 чоловіків, завербованих Джеймсом Лівінгстон для 1-го канадського полку, і ще 160 осіб на чолі з Яковом Брауном, які були залишками полків, розформованих у зв'язку з закінченням призову. Вони були доповнені кількома днями пізніше декількома загонами під командуванням генерал-майора Девіда Вустера, якого Монтгомері залишив у команді в Монреалі. Артилерія, яку приніс Монтгомері включає в себе чотири гармати і шість мінометів, також він приніс зимовий одяг та інші товари для чоловіків Арнольда; одяг і предмети були призом, отриманим коли більшість британських кораблів, що рятували Монреаль, були захоплені в полон. Командири швидко повернулися до Квебеку, і взяли місто в облогу 6 грудня. Монтгомері направив особистий лист Карлтону, вимагаючи здати місто, використовуючи жінку як посланника. Карлтон відхилив прохання і спалив лист непрочитаним. Монтгомері спробував знову через десять днів, з тим же результатом. Ті, хто тримав місто в облозі продовжували відправляти повідомлення, призначені насамперед для населення міста, описуючи ситуацію там, як безнадійну, і припускаючи, що умови будуть кращими, якщо вони почнуть бунт для допомоги американцям.
10 грудня американці розташували свою найбільшу батарею артилерії за 640 м (700 ярдів) від стін. Замерзла земля завадила американцям закріпити артилерію, тож вони виліпили стіну з снігових блоків. Ця батарея була використана для обстрілу міста, але наслідки були незначними. Монтгомері зрозумів, що він був у дуже важкому становищі, оскільки мерзлота не давала можливості для риття траншей, і за відсутності важкого озброєння було неможливо зламати оборону міста. Служба чоловіків Арнольда закінчувалася в кінці року, і вони не мали боєприпасів на шляху з колоній. Крім того, досить імовірно, що британські підкріплення прибудуть навесні, тобто йому доведеться діяти або піти. Монтгомері вважав, що його єдиний шанс взяти місто був під час хуртовини в нічний час, коли його люди могли пробратися через стіни непоміченими.
У той час як Монтгомері планував напад на місто, Крістоф Пелісьє, француз, що проживав поблизу Труа-Рів'єр, прийшов до нього. Пелісьє був політичним прихильником Америки, через те, хто керував «Металургійним заводом святого Моріса». Пелісьє та Монтгомері обговорили ідею проведення провінційної конвенції для обрання своїх представників до Конгресу. Пелісьє був проти цього, доки вони не захоплять Квебек, оскільки жителі не відчуватимуть себе вільними діяти таким чином, доки їм не гарантована безпека. Вони домовилися, що металургійний завод Пелісьє забезпечив би боєприпаси (боєприпаси, снаряди тощо) для облоги. Це Пелісьє зробив, доки американці не відступили травні 1776, в цей час він також утік, зрештою, повернувшись до Франції.
Заметіль почалась в ніч на 27 грудня, що спонукало Монтгомері підготувати війська для нападу. Тим не менш, шторм ущух, і Монтгомері відкликав напад. У ту ніч, сержант з Род-Айленда дезертував, несучи план нападу на британців. Монтгомері підготував проект нового плану: цей мав бути під командуванням Якоба Брауна і Джеймса Лівінгстона, в той час як дві атаки буде спрямовано на нижню частину міста. Арнольд проведе одну атаку, щоб прорватися через оборону на північному кінці нижнього міста, а Монтгомері буде слідувати уздовж Святого Лаврентія на південь від міста. Дві групи зберуться в нижній частині міста, а потім почнуть комбінований штурм верхньої частини міста шляхом подолання її стін. Новий план було розказано тільки старшими офіцерами.

## Битва

### Напад Монтгомері

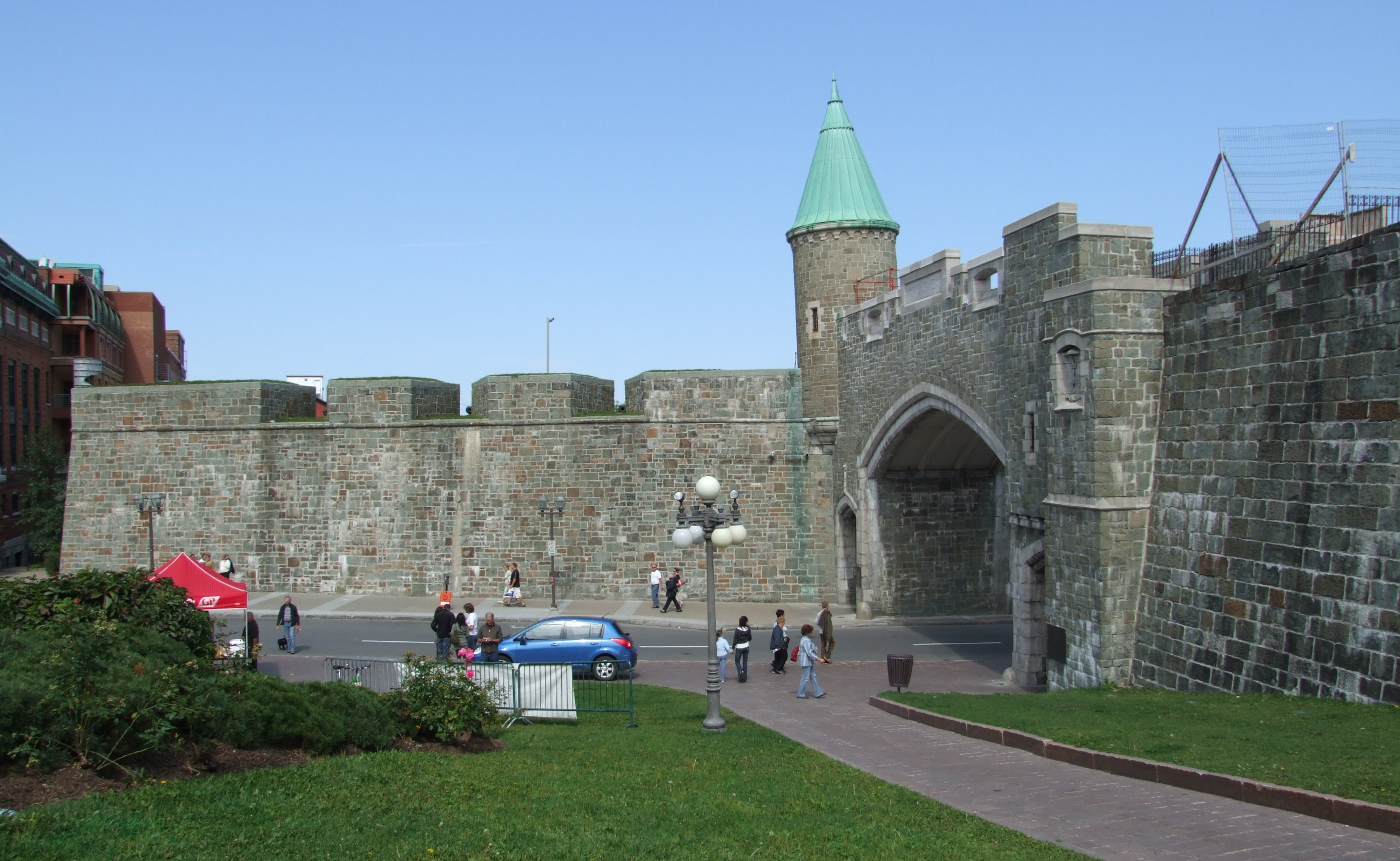
Ворота Сент-Джонс були ціллю маневру Джеймса Лівінгстона. Відновлена міська стіна Квебеку з сірого каменю близько 6,5 м. Ворота Сент-Джонс мають сучасну дорогу, що проходить через них, і має мідний дах вежі на лівому бастіоні. Прокладено шлях, що проходить через трав'янисту область нижче стіни.

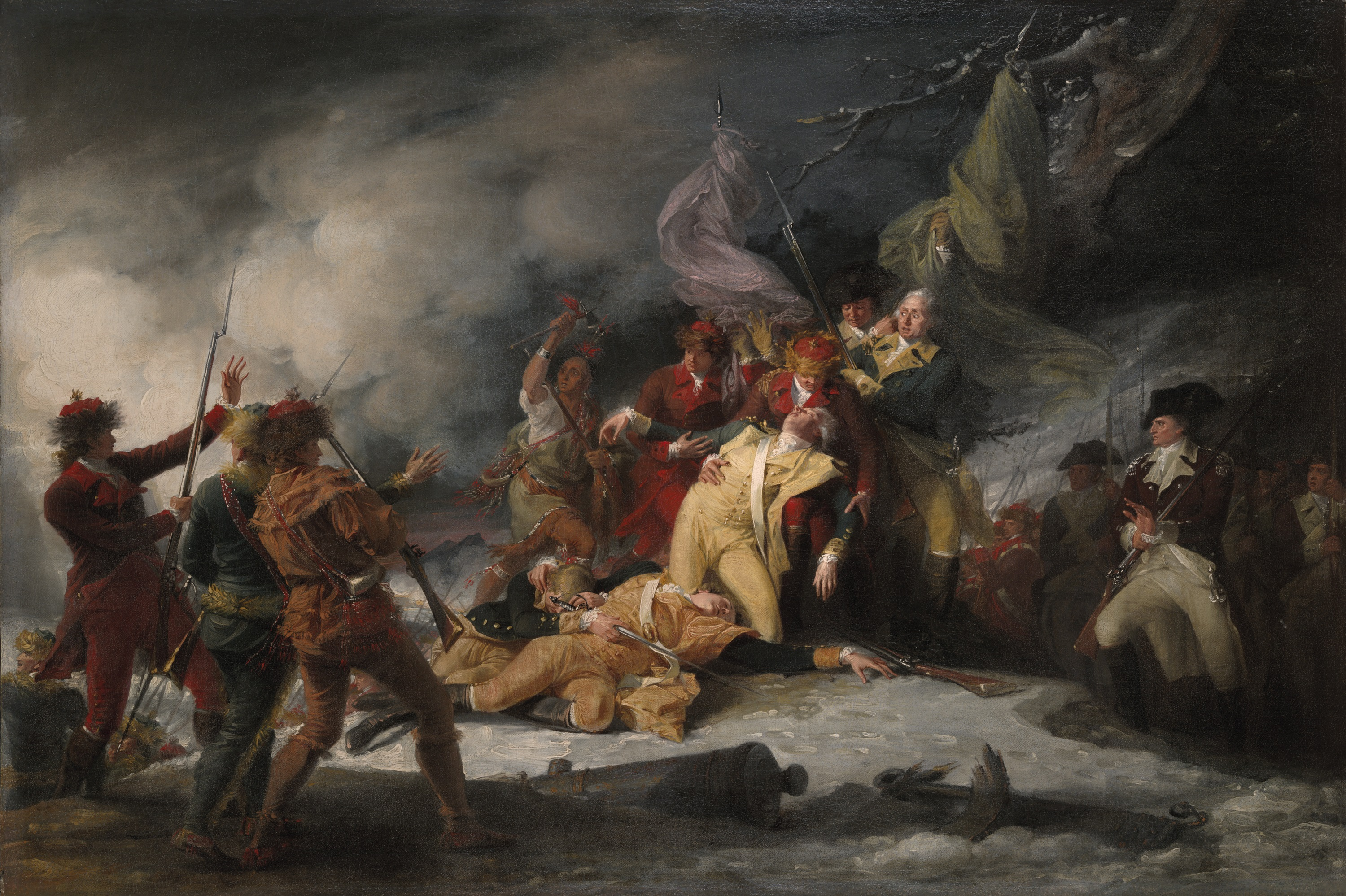
Джон Тромболд 1786 Смерть Монтгомері в нападі на Квебек. Дуже ідеалізоване зображення смерті Монтгомері. Тіло Монтгомері лежить в снігу разом з кількома іншими, і він в оточенні своїх офіцерів, у тому числі чоловіків у військовій формі і в мисливському вбранні. Гармата лежить розбитою на передньому плані, і сніг, і гвинтівка, дим та вир навколо сцени. Індійський воїн стоїть поряд з піднятим томагавком.

Буря почалася 30 грудня, і Монтгомері знову віддав наказ про напад. Браун і Лівінгстон привели їх військові загони до призначених позицій в ту ніч: Браун до Алмазного мису, і Лівінгстон до воріт Святого Іоанна. Коли Браун досяг своїх позицій між 4 та 5 годиною ранку, він вистрілив сигнальною ракетою, щоб сигналізувати інші війська, і його люди та солдати Лівінгстона почали стріляти по своїх цілях. Монтгомері і Арнольд, побачивши ракети, відправилися до нижнього міста.
Монтгомері повів своїх людей вниз по крутому засніженому гірському шляху до зовнішніх захисних споруд. Буря перетворилася на заметіль, посилюючи боротьбу. Чоловіки Монтгомері зрештою прибули до частоколу зовнішніх захистів, де передовий загін пропилював шлях через стіну. Сам Монтгомері допомагав пиляти другий частокіл і повів 50 людей вниз по вулиці в сторону двоповерхової будівлі. Будівля входила до оборонної системи міста, і була насправді зрубом, який займали 15 солдатів Квебеку, озброєних мушкетами і гарматами. Захисники відкрили вогонь з близької відстані, і Монтгомері був убитий на місці, пострілом картечі в голову. Кілька чоловіків з передового загону, що вижили, бігли назад до частоколу; тільки Аарон Берр і деякі інші залишилися неушкодженим. Багато хто з офіцерів Монтгомері був поранений в результаті нападу; один з небагатьох офіцерів, що залишився неушкодженим, повів солдатів назад до рівнин Авраама, лишаючи тіло Монтгомері позаду.

## Напад Арнольда
У той час як Монтгомері проводить свою атаку, Арнольд просувався з його основними частинами в напрямку барикад в північній частині нижнього міста. Вони пройшли зовнішні ворота і британські артилерійські батареї непоміченими. Однак після того як передовий загін просунувся до воріт палацу сильний вогонь спалахнув з міських стін над ними. Висота стін унеможливили вогонь у відповідь по захисникам, тому Арнольд наказав своїм людям бігти вперед. Вони просунулися вниз по вузькій вуличці, де вони знову потрапили під обстріл, коли дісталися барикад. Арнольд отримав глибоке поранення у гомілку кулею з мушкета, що відбилась рикошетом, коли намагався організувати своїх людей для взяття барикади, і був доправлений в тил, після передачі командування його загоном Даніелю Моргану. Під командуванням Моргана, вони захопили барикаду, але насилу рухались вперед через вузькі звивисті вулички і вологий порох, який не давав змоги вести вогонь з їх мушкетів. Морган і його люди сховалися в деяких будівлях щоб висушити порох і переозброїтися, але зрештою вони потрапили під шквальний вогонь; Карлтон зрозумів, що напади на північні ворота були маневрами і почав зосереджувати свої сили в нижній частині міста. Британські війська в 500 осіб вирушили з воріт палацу і окупували першу барикаду, загнавши Моргана та його людей в пастку. За відсутності можливостей для відступу і під шквальним вогнем, Морган і його люди здалися. Бій закінчився до 10 години ранку.
Це була перша поразка, що зазнала Континентальна армія. Карлтон повідомив, що 30 американців загинули і 431 взято в полон, у тому числі близько двох третин війська Арнольда. Він також написав, що «багато хто загинув на річці», намагаючись втекти. Аллан Маклін повідомила, що 20 тіл були виявлені під час весняної відлиги в травні. Арнольд повідомив про 400 зниклих безвісти або захоплених в полон, а його офіційна доповідь Конгресу говорить про 60 убитих і 300 захоплених в полон. Британські втрати були порівняно легкими. У початковій доповіді Карлтона генералу Вільяму Гау згадується тільки п'ять убитих і поранених, але й інші свідчення свідків коливалися в межах 50. Офіційний звіт Карлтона говорить про п'ять чоловік убитими і 14 пораненими.
Тіло генерала Монтгомері було віднайдено британцями на Новий рік 1776 та було передано для простого військового поховання 4 січня, за рахунок віце-губернатора Крамахі. Тіло було повернуто до Нью-Йорку в 1818 році.

## Облога
Арнольд відмовився відступити незважаючи на те, що ворогів було втричі більше, морозну температура взимку і масовий від'їзд його людей після закінчення призову, він взяв Квебек в облогу. Облога чинила відносно невеликий вплив на місто, як Карлтон стверджував, у міста було достатньо запасів, аби протриматись до травня. Відразу після битви, Арнольд послав Мойсея Гейзен (англ. Moses Hazen) і Едварда Антіля (англ. Edward Anthill) в Монреаль, де вони повідомили генерала Вустера про поразку. Потім вони вирушили до Філадельфії, щоб повідомити про поразку в Конгрес і попросити про підтримку. (Обидва Гейзен і Антіль, Носії англійської мови родом з тринадцяти колоній, які оселилися в Квебеку, продовжували служити у Континентальній армії для іншої частини війни.) У відповідь на їх звіти, Конгрес наказав щоб підкріплення бути піднято і відправлено на північ. Протягом зимових місяців, невеликі загони чоловіків з наспіх набраних у полку в Нью-Гемпширі, Массачусетсі і Коннектікуті пройшли свій шлях на північ для посилення континентальних гарнізонів в Квебеку і Монреалі. Присутність захворюваннь в таборі за межами Квебека, особливо віспи, чинило значний вплив на людей в облозі, так само як і брак провізії. Віспа розорила сили Монтгомері і Арнольда, в значній мірі через контакт з інфікованими цивільними, звільненими з Квебека. Губернатор Карлтон підтримував цю практику, усвідомлюючи що це може сильно послабити американську облогу. На початку квітня Арнольд був замінений генералом Вустером, який сам був замінений наприкінці квітня генералом Джоном Томасом.

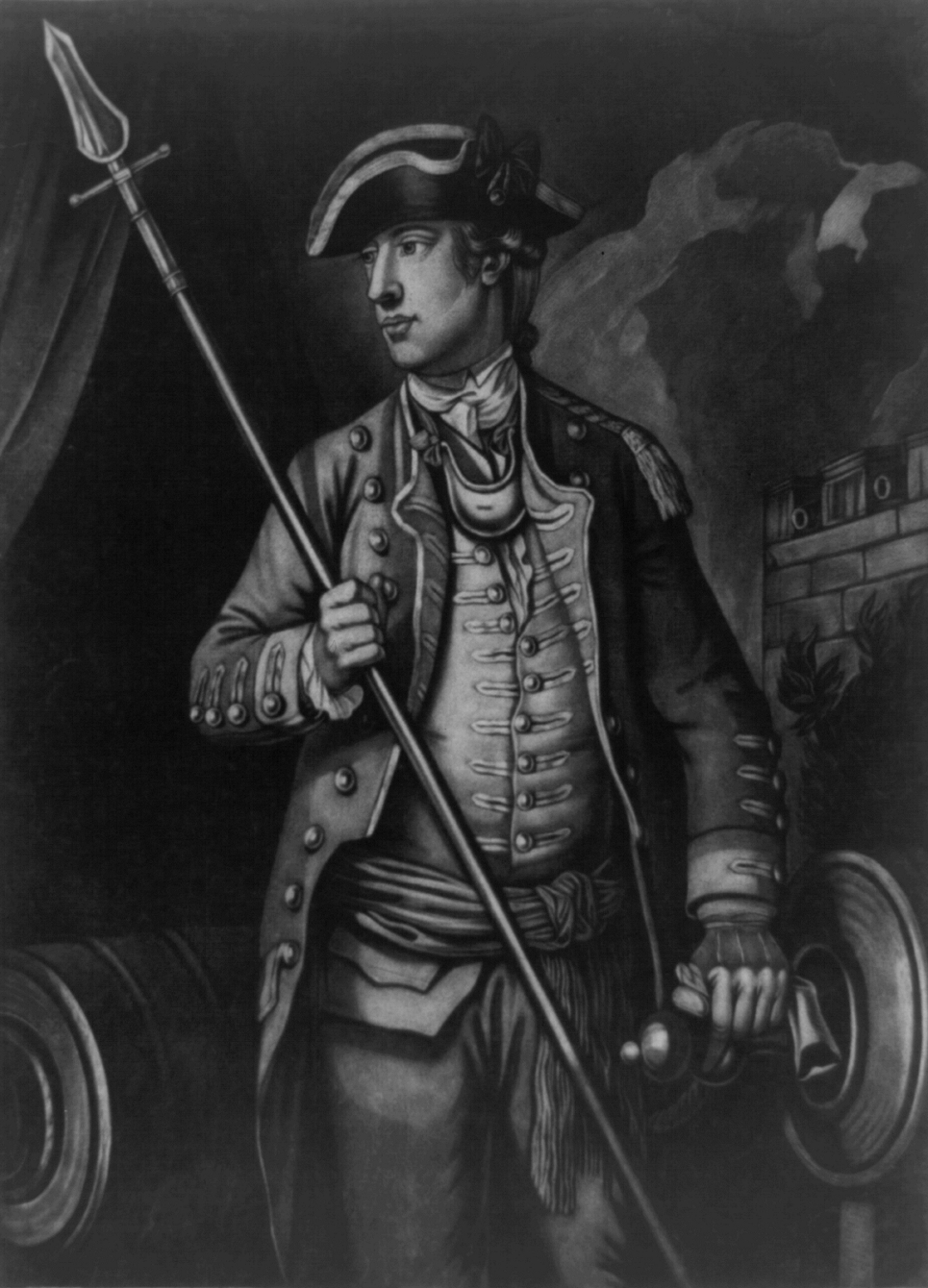
Генерал Девід Вустер, який замінив Арнольда наприкінці облоги (1776, Томас Харт). Чорне та біле гравіювання, портрет на три четверті зросту. Вустер стоїть, дивиться вліво, одягнений у військову форму, тримаючи піку в правій руці лівою рукою спирається на гармати.

Губернатор Карлтон, незважаючи на, здавалося б значну перевагу в живій силі, вирішив не нападати на американський табір, і залишився в стінах Квебека. Монтгомері, аналізуючи ситуацію перед боєм, зауважив, що Карлтон служив під командуванням Джеймса Вольфа під час облоги Квебека в 1759 р., і знав, що французький генерал Луї-Жозеф де Монкам заплатив високу ціну за нехтування оборонними спорудами міста, в кінцевому рахунку втратив місто і власне життя в Битві при Квебеку. Британський генерал Джеймс Мюррей також програв битву за межами міста в 1760 році; Монтгомері вирішив, що Карлтон навряд чи повторюватиме помилки. 14 березня, Жан-Батист Часер, мірошник з південного бергуі Святого Лаврентія, дістався Квебеку і повідомив Карлтону, що близько 200 чоловік на південному боці річки готові діяти проти американців. Ці чоловіки та інші були мобілізовані, щоб атакувати американську батарею в Пойнт Левіс, але авангард цього війська лоялістів був переможений в березні 1776 в Битві при Сен-П'єр загоном місцевих проамериканських військових
Коли генерал Томас приїхав, умови в таборі привели його до висновку, що облогу неможливо продовжувати, і він почав готуватися до відступу. Прибуття 6 травня невеликого британського корабля з 200 солдатами (авангард набагато більшої сили для вторгнення), прискорив американські підготування до відступу. Відступ вилився розгромом, коли Карлтон використав ці свіжі сили, разом з більшою частиною свого чинного гарнізону, щоб стикнутися з американцями. Американські війська, спустошені віспою (яка підкосила генерала Томаса під час відступу), врешті-решт відступили назад у Форт Тикондерога. Карлтон перейшов до контрнаступу, щоб захопити форт на озері Шамрлейн. Хоча він переміг американський флот в бою біля острова Валькур і відновив контроль над озером, тиловий захисник Бенедикт Арнольд запобіг подальшим діям по захопленню «Тикондерога» або «Краун-Пойнт» в 1776 році.

## Наслідки
22 травня, ще до того, американці були повністю вигнані з провінції, Карлтон наказав провести обстеження з метою виявлення канадців, які допомогли американській експедиції в районі Квебека. Франсуа Дитина, Ґабріель-Елзіар Ташеару, і Дженкін Вільямс подорожували по провінції і перерахували канадців, які активно надавали допомогу; вони вирішили, що це робили 757. Карлтон був дещо поблажливим до неповнолітніх правопорушників, і навіть звільнив ряд більш серйозних злочинців за обіцянку гарної поведінки; Однак, як тільки американці були вигнані з провінції, заходи проти прихильників Америки стали жорсткішим, наприклад примусова праця, щоб відновити зруйновану американцями при відступі інфраструктуру, що було частим покаранням. Ці заходи мали ефект в вигляді мінімізації публічного вираження підтримки американців протягом всієї війни.
Між 6 травня і 1 червня 1776 близько 40 британських кораблів прибули в Квебек-Сіті. [58] Вони несли більше 9000 солдатів під командуванням генерала Джона Бургойна, у тому числі близько 4000 німецьких солдатів; так званих Гессіан з Брунсвіку і Ханау під командуванням барона Фрідріха Адольфа Рідесела. Ці сили, деякі з яких взявши участь в контрнаступі Карлтона, провели зиму 1776-77 в провінції, створивши значне навантаження на населення, яке налічувало всього близько 80 тисяч. Багато з цих військ були розгорнуті в 1777 році для кампанії Бургойна в долині Гудзона.
Три сучасні одиниці Національної Гвардії Сполучених Штатів (Компанія А 69-го піхотного полку, 181 піхотний полк, і 182-й піхотний полк) проклали свій родовід з американських частин, які брали участь у битві за Квебек.

## Джерело
- Jeremy Black: The Three Sieges of Quebec. History Today, London 2009.
- James L. Nelson: Benedict Arnold's Navy. McGraw Hill, New York 2006, ISBN 978-0-07-146806-0, OCLC 255396879.
- W.J. Wood, John S.D. Eisenhower: Battles of the Revolutionary War. Da Capo Press, Cambridge (Massachusetts) 2003, ISBN 978-0-306-81329-0, OCLC 56388425.
- Michael P. Gabriel: Major General Richard Montgomery: The Making of an American Hero. Farleigh Dickinson University Press, Madison (New Jersey) 2002, ISBN 978-0-8386-3931-3, OCLC 48163369.
- Hal T. Shelton: General Richard Montgomery and the American Revolution: From Redcoat to Rebel. New York University Press, New York 1996, ISBN 978-0-8147-8039-8, OCLC 77355089.
- George Stanley: Canada Invaded 1775—1776. Hakkert, Toronto 1973, ISBN 978-0-88866-578-2, OCLC 4807930.
- Gustave Lanctot: Canada and the American Revolution 1774—1783. Harvard University Press, Cambridge (Massachusetts) 1967, OCLC 70781264.
- Justin H. Smith: Our Struggle for the Fourteenth Colony. G.P. Putnam's Sons, New York City 1907, OCLC 259236.